# Le origini (Lucio Battisti)
Le origini è una raccolta del cantante italiano Lucio Battisti, pubblicata nel settembre 1992 dall'etichetta discografica RTI Music.

## Il disco
La compilation si compone di due CD e raccoglie brani risalenti al primissimo periodo della carriera di Lucio Battisti (le origini, appunto), pubblicati dal 1966 al 1972. Per la precisione la raccolta contiene, in ordine cronologico, tutti i singoli pubblicati da Battisti per la Ricordi (i primi tredici della sua discografia ma Per una lira è nella versione del 1969, mai pubblicata su singolo, e non in quella del 1966), più il brano Se la mia pelle vuoi dall'album Amore e non amore.
La raccolta si distingue dalle molte pubblicate in quel periodo per due aspetti. Innanzitutto la presenza di un inedito: si tratta di una versione diversa di Luisa Rossi, brano che venne pubblicato come secondo singolo della carriera di Battisti nel 1967. Poco dopo la pubblicazione, infatti, l'ufficio legale della Ricordi fece ritirare dal mercato tutte le copie temendo che le donne di nome Luisa Rossi si sarebbero risentite e avrebbero denunciato la casa discografica; perciò Battisti registrò una seconda versione del brano, dove invece di "Luisa Rossi" canta "Luisa Luisa", ma il singolo non venne ristampato affatto (probabilmente anche a causa delle scarse vendite, che facevano presumere che se ristampato sarebbe rimasto invenduto) e questa seconda versione era rimasta inedita fino al 1992.
L'altra novità è che le ventisei canzoni della raccolta sono state rimissate e rimasterizzate in digitale a partire dai nastri originali. Il missaggio è stato effettuato da Alberto Boi alla Cetra Art Recording di Milano, mentre editing e mastering sono stati portati avanti da Ezio De Rosa con un Sonic Solution System e l'uso del sistema NoNoise. Il risultato è che le canzoni suonano "diverse" dalle versioni pubblicate fino a quel momento, dal momento che sono diverse la distribuzione dei suoni tra i due canali ed il volume di ciascuno strumento. Ad oggi rimane l'unica occasione in cui delle canzoni di Battisti siano state rimissate; inoltre le versioni contenute in Le origini non sono mai state utilizzate nelle raccolte successive, che fanno tutte uso del mix originale.
Ai due CD sono allegati altrettanti libretti interni, di dodici ed otto pagine rispettivamente, che contengono una presentazione di Franco Zanetti e tutti i testi delle canzoni.
Il disco fu pubblicato in un periodo in cui iniziò a diffondersi un senso di nostalgia verso il Battisti con Mogol, più classico e immediato di quello contemporaneo che scriveva insieme a Panella (si veda ad esempio il successo dei cloni Audio 2), pertanto il disco ebbe un notevole successo. Fu il 26º album più venduto del 1992, raggiungendo come picco il quarto posto nella classifica settimanale, e superò persino l'album di inediti pubblicato da Battisti in quell'anno, Cosa succederà alla ragazza (al 57º posto).
Nel 1995 la RTI Music pubblicò un seguito a questa raccolta, un doppio CD dal titolo Le origini vol. 2 e contenente materiale del periodo 1971-1974 (che tuttavia, a differenza di quello del volume uno, non venne rimissato).

## Tracce
Tutti i brani sono di Battisti-Mogol, tranne dove specificato.

### CD1
1. Per una lira (versione 1969) – 2:24
2. Dolce di giorno – 2:41
3. Luisa Rossi (versione censurata) – 2:44
4. Era – 2:58
5. Balla Linda – 3:06
6. Prigioniero del mondo (Donida-Mogol) – 3:25
7. La mia canzone per Maria – 3:16
8. Io vivrò (senza te) – 3:52
9. Un'avventura – 3:08
10. Non è Francesca – 3:39
11. Acqua azzurra, acqua chiara – 3:38
12. Dieci ragazze – 2:56
13. Mi ritorni in mente – 3:39
14. 7 e 40 – 3:32
15. Fiori rosa, fiori di pesco – 3:09
16. Il tempo di morire – 5:38

### CD 2
1. Anna – 4:49
2. Emozioni – 4:46
3. Pensieri e parole – 3:47
4. Insieme a te sto bene – 3:43
5. Le tre verità – 4:51
6. Dio mio no – 7:27
7. Supermarket – 4:47
8. Una – 3:43
9. Elena no – 4:44
10. Se la mia pelle vuoi – 4:00

## Formazione
- Lucio Battisti - voce solista, chitarra acustica, pianoforte, tamburello, cori
- Damiano Dattoli - basso
- Sergio Panno - batteria
- Pietruccio Montalbetti - chitarra, armonica
- Erminio Salvaderi - chitarra, voce
- Giancarlo Sbrizolo - voce
- Mario Totaro - organo, tastiera, pianoforte
- Maurizio Vandelli - chitarra, cori
- Dave Sumner - chitarra elettrica
- Gianni Dall'Aglio - batteria
- Franz Di Cioccio - batteria, percussioni
- Natale Massara - organo, sassofono
- 4+4 di Nora Orlandi - cori
- Andrea Sacchi - chitarra elettrica
- Giovanni Tommaso - basso
- Angel Salvador - basso
- Giorgio Benacchio - chitarra
- Demetrio Stratos - organo, tastiera, pianoforte
- Vince Tempera - pianoforte
- Franco Mussida - chitarra acustica, chitarra elettrica
- Giorgio Piazza - basso
- Dario Baldan Bembo - organo Hammond, tastiera, pianoforte
- Flavio Premoli - tastiera, pianoforte, organo Hammond, tamburello
- Gabriele Lorenzi - tastiera, pianoforte
- Renato Angiolini - tastiera, pianoforte
- Alberto Radius - chitarra elettrica
- Frank Laugelli - basso
- Leonello Bionda - batteria

## Classifiche

### Classifiche settimanali
| Classifica (1993) | Posizione massima |
| ----------------- | ----------------- |
| Europa            | 46                |
| Italia            | 4                 |